# Historia ecclesiastica gentis Anglorum

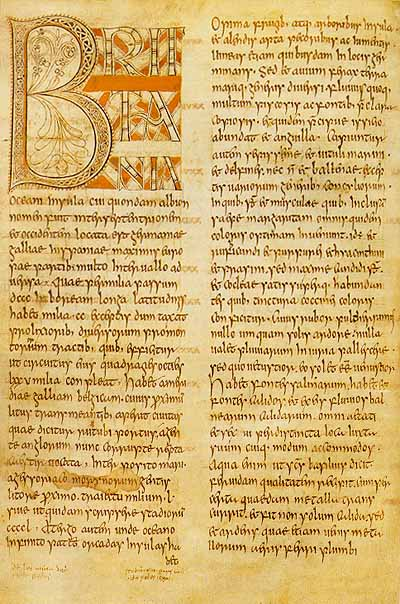
Skan z rękopisu Bedy Czcigodnego

Historia ecclesiastica gentis Anglorum (pol. Historia kościelna ludu angielskiego; ang. Ecclesiastical history of the English people) – kronika Bedy Czcigodnego, napisana w języku łacińskim, której tematem jest historia chrześcijaństwa w średniowiecznej Brytanii, a zwłaszcza konflikt między kościołem rzymskim (łacińskim) a iroszkockim, zwanym również celtycko-chrześcijańskim.
Kronika ta jest jednym z niewielu zachowanych źródeł, dokumentujących historię heptarchii.
Dzieło zostało przetłumaczone na język staroangielski w IX wieku, za czasów Alfreda Wielkiego.

## Treść[1]
Historia ecclesiastica gentis Anglorum podzielona jest na pięć ksiąg. Opisuje historię polityczną i kościelną w Brytanii, od czasów Juliusza Cezara do roku 731 – czyli do momentu ukończenia dzieła.
- Przedmowa – Beda poświęca swoje dzieło królowi Northumbrii – Ceolwulfowi.
- Księga I – rozpoczyna się od krótkiego opisu geograficznego średniowiecznej Brytanii. Następnie Beda krótko streszcza historię wyspy od inwazji wojsk Juliusza Cezara w 55 roku p.n.e. Następnie skupia się na chrystianizacji Brytanii, opisując m.in. męczeństwo św. Albana oraz misję św. Augustyna w 597, który jako pierwszy podjął dzieło nawracania ludów anglosaskich.
- Księga II – rozpoczyna się od 604 roku i śmierci papieża Grzegorza I. Beda opisuje rozprzestrzenianie się religii chrześcijańskiej oraz pierwsze próby nawracania Northumbrii, zakończone niepowodzeniem po przegranej bitwie z pogańską Mercją, w której zginął król Northumbrii – św. Edwin.
- Księga III – opisuje rozwój chrześcijaństwa w Northumbrii za panowania królów Oswalda i Oswiu. Znajduje się tu również relacja z synodu w Whitby, który rozwiązał spór między kościołem rzymskim a iroszkockim.
- Księga IV – rozpoczyna się od mianowania Teodora z Tarsu biskupem Canterbury. Następnie Beda relacjonuje misję podjętą przez św. Wilfryda celem nawrócenia Królestwa Sussex.
- Księga V – opisuje misje we Fryzji oraz relacje ze sporu na temat datowania Wielkanocy.